# Çandarlı Ali Pascià
Paşa Çandarlı Ali (... – Ankara, 18 dicembre 1406) è stato un politico ottomano, Gran visir dell'Impero ottomano dal 1387 al 1406, sotto i sultani Bayezid I e Mehmet I e durante l'Interregno ottomano di Solimano Çelebi.

## Biografia
Figlio di Çandarlı Kara Halil Hayreddin Pascià e fratello di Çandarlı İbrahim Pascià, Ali Pascià guidò le truppe ottomane nella campagna di conquista della Bulgaria e della Dobrugia nel 1388. Si distinse inoltre, come comandante degli Spahi nella battaglia di Nicopoli del 1396.